# Liste der denkmalgeschützten Objekte in Bad Loipersdorf
Die Liste der denkmalgeschützten Objekte in Bad Loipersdorf (bis Ende 2019 Loipersdorf bei Fürstenfeld) enthält die 3 denkmalgeschützten, unbeweglichen Objekte der Gemeinde Bad Loipersdorf im steirischen Bezirk Hartberg-Fürstenfeld.

## Denkmäler
| Foto |                 | Denkmal                                                        | Standort                                             | Beschreibung | Metadaten |
| ---- | --------------- | -------------------------------------------------------------- | ---------------------------------------------------- | --- | --- |
| ja   | Datei hochladen | Bildstock HERIS-ID: 26006 Objekt-ID: 22460                     | Gillersdorfer Hauptstraße 1 Standort KG: Gillersdorf | | BDA-Hist.: Q37898369 Status: § 2a Stand der BDA-Liste: 2025-06-30 Name: Bildstock GstNr.: 119                                                              |
| ja   | Datei hochladen | Pfarrhof HERIS-ID: 23669 Objekt-ID: 20031                      | Kirchplatz 35 Standort KG: Loipersdorf               | | BDA-Hist.: Q37878147 Status: § 2a Stand der BDA-Liste: 2025-06-30 Name: Pfarrhof GstNr.: .11 Pfarrhof (Bad Loipersdorf)                                    |
| ja   | Datei hochladen | Kath. Pfarrkirche hl. Florian HERIS-ID: 23673 Objekt-ID: 20035 | Standort KG: Loipersdorf                             | Nach einem ersten Bau aus dem 15. Jahrhundert erfolgte 1761 ein barocker Neubau der Pfarrkirche. Bereits 1798 mussten Turm und Langhausgewölbe wegen Einsturzgefahr abgetragen und abermals neu gebaut werden. Die Einrichtung stammt großteils aus der Zeit um 1720. | BDA-Hist.: Q37878162 Status: § 2a Stand der BDA-Liste: 2025-06-30 Name: Kath. Pfarrkirche hl. Florian GstNr.: .7 Kath. Pfarrkirche hl. Florian Loipersdorf |